# 우게치 카스하
우게치 카스카(烏格齊哈什哈, 키릴 문자:Үхэрчин хашха, Ügeči qašqa, ? ~ 1402년? 1410년? 1415년?) 또는 부랴트 우게치(布里牙特 烏格齊 Буряад Үгэчи)는 몽골 오이라트부의 추장들 중 한 명으로 부랴트 출신이라는 설이 있다. 명사, 명실록 등 명나라의 사서에서는 '몽케 테무르'(蒙哥帖木兒 Мөнхтөмөр)로 표기된다. 일설에는 북원의 대칸 울루그 테무르 칸 굴리치와 동일 인물이라는 설이 있으나, 울루그 테무르 칸은 페르시아어 사서에 의하면 오고타이 칸 가문의 후손이라는 설이 있다. '카스카'는 몽골어로 '울타리'라는 뜻이다. '카스카'(Үгч хашха)라는 별칭이 있었다.
1399년 오이라트부 초로스 씨족의 태위 고하이가 엘베그 니굴세그치 칸에게 살해된 것에 불만을 품은 고하이의 아들 승상 바툴라(마흐무드)와 짜고 니굴세그치 칸 엘베그를 암살했다. 그리고 엘베그의 궁정 재산을 차지하고, 곧 군 테무르 칸을 옹립했다. 그는 14세기 후반~15세기 초 오이라트의 몽골에 대한 통치를 확립했다.

## 생애
그의 정확한 행적은 알려진 것이 없다. 우게치는 서몽골 오이라트부의 일부를 다스리는 지도자였으나, 부랴트 출신이었다. 오이라트부의 하나인 옹구트(克咚古特)부 출신 설, 케레이트족 출신 설 등이 있다. 키르기스부 출신 설도 있다. 일설에는 그를 굴리치 울루그 테무르 칸과 동일 인물로 보는 설이 있으나, 굴리치 울루그 테무르는 오고타이 칸의 후손이라는 설이 있다. 우게치는 오이라트부의 지도자 고하이 태위의 아들로, 바툴라(마하부) 칭상의 형제라는 설도 있다.
1399년 태위 고하이가 엘베그 니굴세그치 칸을 부추겨, 하루구추크 홍타이지를 죽이고 그의 처 올제이투 카툰을 차지했다. 복수심에 불탄 올제이투 카툰은 고하이가 자신을 겁탈하려 했다고 무고했고, 이에 격노한 엘베그 니굴세그치 칸은 고하이를 추격하여 죽였다.
우게치는 자신의 권한이 침탈당했다고 보고, 고하이가 니굴세그치 칸에게 살해된 것에 불만을 품은 고하이의 아들 승상 바툴라와 짜고 1399년 정변을 일으켰다. 우게치는 니굴세그치 칸을 암살하고, 그의 궁정 재산을 차지했다. 우게치는 몽골 전역을 차지했으나, 어떤 이유에서인지 군 테무르 칸을 옹립했다. 《몽골원류》와 저자 불명의 《알탄 톱치》(алтан товч ,ᠠᠯᠲᠠᠨ ᠲᠣᠪᠴᠢ, 한자로는 《황금사》로 번역된다.)에 비슷한 내용이 전해지고 있다. 《알탄 톱치》에는 니굴세그치 칸의 딸 사무르 공주는 등장하지 않는다.
1403년 몽골의 칸을 자처한 부냐시리(울제이테무르 칸)과의 전투에서 패배하였다.
《명사》에 의하면 몽케 테무르, 즉 우게치 사후 오이라트부는 마하무, 태평, 바툴라 등이 공동 통치했다고 한다. 명나라의 황제 영락제는 오이라트의 지도자 우게시를 몽골 전체의 새로운 통치자로 인정했다.  오이라트부 형제 태사를 받아들일 수 없었던 동부 몽골의 왕공족들은 군 테무르 토고간 칸을 내세웠다.《몽골원류》에는 15세기 초 황금씨족이 아닌 인물인 우게치 카스카가 대칸위를 찬탈했다는 기록이 있다. 《명사》에는 '굴리치'로 나타난다. 《몽골원류》에 의하면 1410년 우게치 카스카 사후 그 아들인 태평이 뒤를 이었다고 기록되어, 《몽골원류》와 《명사》 사이에 기록의 차이가 있다.
일설에는 1415년까지도 생존했으며 우게치가 오이라트의 승상(칭상) 바툴라를 암살했다는 설이 있다.
| 전임 엘베그 니굴세그치 칸 | 몽골 북원의 통치자 1399년 ~ 1400년 | 후임 군 테무르 토고간 칸 |